# Drottning Kristina (TV-pjäs)
Drottning Kristina är en svensk TV-pjäs i två delar från 1981 baserad på Pam Gems förlaga och med Lena Nyman i huvudrollen. Producenter var Lars Löfgren och Jan Ove Jonsson, regissör Björn Melander, författare Pam Gems och kompositör Lars Erik Brossner.

## I rollerna
- Lena Nyman - Drottning Kristina
- Hanna Elgstrand - Kristina som barn
- Carl-Gustaf Lindstedt - Gustav II Adolf
- Yvonne Lombard - Drottning Maria Eleonora
- Ingvar Hirdwall - Axel Oxenstierna
- Mats Bergman - Prins Karl Gustav
- Gunilla Olsson - Ebba Sparre
- Jonas Bergström - Magnus Gabriel de la Gardie
- Malin Ek - Kammarjungfrun
- Anders Ahlbom - Prinsen
- Thomas Oredsson - Ambassadören
- Jan Blomberg - Descartes
- Etienne Glaser - Chanut
- John Zacharias - Per Brahe
- Bengt Blomgren - Hertigen
- Jane Friedmann -